# Mediana
Mediána je v matematiki srednja vrednost nekega zaporedja števil, ki razdeli števila, razvrščena po velikosti, na dve enaki polovici po številu elementov. Prednost mediane pred aritmetično sredino je ta, da osamelci (podatki, ki ekstremno odstopajo od ostalih podatkov) manj vplivajo na njeno vrednost.
Mediana {\displaystyle {\tilde {x}}} nabora števil, razvrščenega po velikosti {\displaystyle (x_{1},x_{2},\dots ,x_{n})} z {\displaystyle n} členi se izračuna po enačbi:
{\displaystyle {\tilde {x}}={\begin{cases}x_{\frac {n+1}{2}}&n\;\mathrm {=liho} \\{\frac {1}{2}}\left(x_{\frac {n}{2}}+x_{{\frac {n}{2}}+1}\right)&n\;\mathrm {=sodo} \end{cases}}}

## Zgled
1. 60

2. 77

3. 107

4. 108

5. 112

6. 114

7. 120

8. 155

9. 200

10. 219
V primeru je 10 naključnih števil, ki jih je treba za pridobitev mediane razvrstiti po velikosti, kajti mediana je število na sredini po velikosti razvrščenih števil. Če imamo liho število števil v naboru, je mediana število na sredini nabora. Če pa imamo sodo število števil kot v tem primeru, dobimo mediano tako, da izračunamo aritmetično sredino obeh števil na sredini, to sta v našem primeru 5. in 6. število - rezultat je povprečje obeh, torej v tem primeru 113.